# Elsa Rosenblad

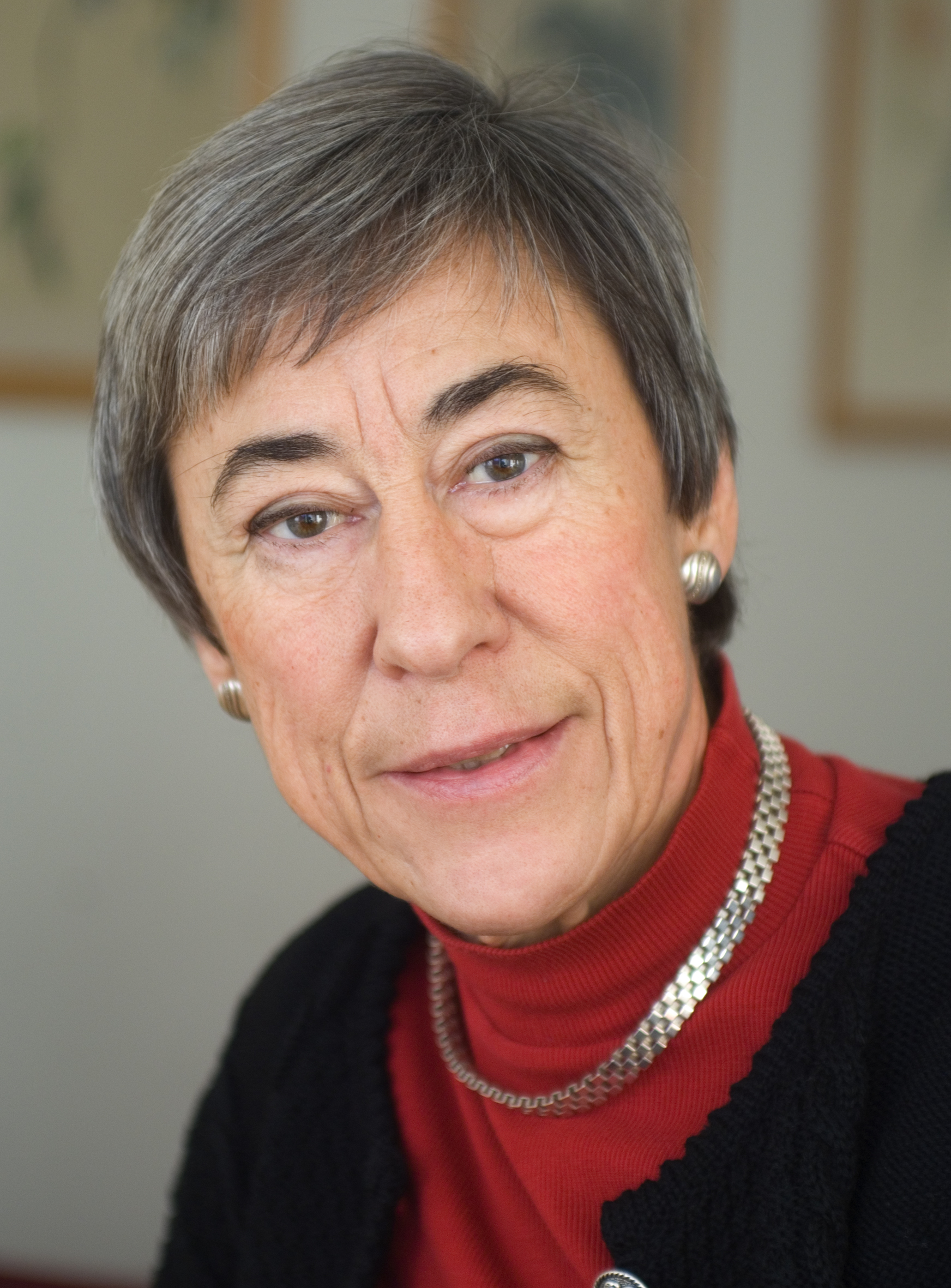
Elsa Rosenblad 2005

Elsa Rosenblad, född 1943, är en svensk naturvetare och professor i konsumentteknik. 
Rosenblad har en grundexamen i kemi, matematik och teoretisk fysik vid Göteborgs universitet och disputerade 1983 på en avhandling om samspelet mellan människa, beklädnad och miljö. Marianne Kärrholm, som då var adjungerad professor, ansvarade för disputationen Hon utnämndes 1989 till professor i Konsumentteknik vid Chalmers tekniska högskola. Hon var aktiv i Chalmers verksamhetsetiska kommitté och var promotor vid promotionen 2004.
Rosenblad invaldes 2000 som ledamot av Kungliga Vetenskaps- och Vitterhetssamhället i Göteborg.